# Forró (Borsod-Abaúj-Zemplén)
Pour les articles homonymes, voir Forró (homonymie).
Forró est un village et une commune du comitat de Borsod-Abaúj-Zemplén en Hongrie.